# Hiroshi Sowa
Hiroshi Sowa (楚輪 博 Sowa Hiroshi?, nacido el 1 de mayo de 1956 en Hiroshima, Hiroshima) es un exfutbolista y actual entrenador japonés que se desempeñaba como centrocampista.

## Clubes

### Como futbolista
| Club          | País  | Año         |
| ------------- | ----- | ----------- |
| Yammer Diesel | Japón | 1979 - 1990 |

### Como entrenador
| Club            | País  | Año         |
| --------------- | ----- | ----------- |
| Cerezo Osaka    | Japón | 1996        |
| Sagan Tosu      | Japón | 1997 - 1999 |
| Kataller Toyama | Japón | 2004 - 2010 |